# Cattedrale di San Giacomo di Nisibis (Södertälje)
La cattedrale di San Giacomo di Nisibis (in svedese: Sankt Jacob av Nsibin syrisk-ortodoxa katedral) è la cattedrale ortodossa siriaca di Södertälje, in Svezia, e sede dell'arcidiocesi siriaca ortodossa di Svezia e Scandinavia, per la chiesa ortodossa siriaca.

## Storia
Con l'erezione dell'arcidiocesi siriaca ortodossa di Svezia e Scandinavia nel 1986, Södertälje divenne sede della nuova giurisdizione. Nel 2004 è stato ottenuto il permesso di costruire la cattedrale nella città e nell'ottobre 2007 sono iniziati i lavori per la costruzione. Nel 2009 la è stata aperta la cattedrale di San Giacomo di Nsibin, nel quartiere Hovsjö. L'edificio contiene circa 850 persone nella sala parrocchiale, 600 nella sala del banchetto, e qualche centinaio ai piani superiori, ed è la più grande cattedrale ortodossa siriaca in Europa.